# グリーン電力証書
グリーン電力証書（グリーンでんりょくしょうしょ、Tradable Green Certificates, TGC, Renewable Energy Certificates, REC）とは、再生可能エネルギーによって得られた電力の環境付加価値を、取引可能な証書に（＝証券化）したもの、またはそれを用いる制度を指す。再生可能エネルギーに対する助成手法の一つである。グリーン電力制度、グリーン証書取引制度などとも呼ばれる。

## 仕組み
再生可能エネルギーによって発電された電力は、「電力そのものとしての価値」に加えて、「（化石燃料などに比較して）排出量の少ない電力であることの価値」、すなわち環境付加価値（EAV―Enviromental Added Value）を有する。グリーン電力証書は、この環境付加価値の分を証書化し、市場で取引可能にしたものである。また、この環境付加価値を有する電力のこと。グリーン電力と呼ばれるものには、風力発電/太陽光発電/水力発電/バイオマス発電などが存在する。
利用者は、電力会社から通常通り供給される電力を利用する際、合わせてグリーン電力証書を購入することで、通常の電力料金に環境付加価値分のプレミアムを上乗せして支払う。このプレミアム分は、最終的には再生可能エネルギー発電事業者に助成金として渡る。利用者は消費電力総量のうち、グリーン電力証書を購入した分の電力量が再生可能エネルギーを消費したものと見なされる。
グリーン電力証書は多くの場合、再生可能エネルギーの導入量を電力会社に義務づけるクォータ制(quota)と共に用いられる。日本のRPS法もクォータ制に属する。日本のグリーン電力証書は電力の需要者を対象としているのに対し、RPS法における「RPS相当量」は供給者を対象としており、両者は区別される。ただし、広義のグリーン電力証書取引制度には供給者を対象とした制度も含まれる。

## 特徴
グリーン電力証書制度は、下記のような特徴を有する。
長所
- 自前の発電設備を持たない場合でも、証書を購入することで再生可能エネルギー普及に貢献できる。
- 企業や団体の宣伝などの目的に用いやすい。

短所
- 相場が変動するため、発電事業者にとってのリスクが高くなる[3]。
- 証書が市場で流通する際に流通コストが上乗せされ、その分だけ再生可能エネルギーに対する助成効果が薄れる。
- 制度単独、もしくはRPS制などのquota制のもとで用いた場合、その効果が固定価格買い取り制度（フィードインタリフ制度）に劣る[3]。
- “環境に優しい”などと称するが、その社が保有する発電設備を用いて作り出されたものではない（そもそも持っていない）場合がほとんど。消費する企業と供給者との間での、証券化された権利のみのやりとり。

## 議論
証書を最終的に購入する顧客にとって、その証書がどのような手段と状況で得られたものかわかりづらいという指摘がある。また、RPS制度と同じく、比較的安易な（たとえば、排出量以外の弊害がやや多めの）手段から得られた証書が安価で大量に流通した場合、高価だがより環境に優しい、より優れた技術の普及を妨げる可能性も指摘されている。
さらに、注意しておくべき点は、証書発行者は証書を販売した時点で自らが環境に貢献したと主張する権利が社会的にはなくなるということである。家庭用太陽光発電をしている場合、RPS制度によって電力会社が購入した余剰電力分の環境価値は既に設置者からなくなっており、自家消費分のみが太陽光発電設置者のものとなっていたので、この権利を証書として販売してしまえば、単なる屋根貸しになると言うことである。
余剰電力の高額買い取りが始まった時点から家庭用太陽光発電に関してはＲＰＳ法の対象から外されたので、これまでの考え方から言えば、証書は発電量の全量に対して発行可能だと言える。ただし、これでは単なる屋根貸しとの非難を免れることは出来ない。勿論、これによって有利な資金運用実績が確保されるとすれば、社会の利益を求める優位な投資資金が流れ込み太陽光発電の普及に役立つことは確かである。